# Hamtic
Hamtic (officiellement municipalité de Hamtic : en Kinaray-a Banwa kang Hamtic ; en hiligaïnon Banwa sang Hamtic ; en tagalog : Bayan ng Hamtic) est une municipalité de troisième classe de la province d'Antique, aux Philippines.
Lors du recensement de 2020, sa population s'élève à 52 685 habitants.

## Géographie
Hamtic est l'une des dix-huit municipalités de la province d'Antique, sur l'île de Panay, dans la région des Visayas occidentales au centre des Philippines ; elle est située sur la côte sud-ouest de l'île, au bord de la mer de Sulu, à 7 kilomètres au sud de San Jose de Buenavista, chef-lieu de la province.
D'une superficie totale de 113,03 kilomètres carrés, Hamtic est divisée administrativement en 47 barangays (districts) :
- Apdo
- Asluman
- Banawon
- Bia-an
- Bongbongan I-II
- Bongbongan III
- Botbot
- Budbudan
- Buhang
- Calacja I
- Calacja II
- Calala
- Cantulan
- Caridad
- Caromangay
- Casalngan
- Del Pilar
- Fabrica
- Funda
- General Fullon (Tina)
- Guintas
- Igbical
- Igbucagay
- Inabasan
- Ingwan-Batangan
- La Paz
- Gov. Evelio B. Javier (Lanag)
- Linaban
- Malandog
- Mapatag
- Masanag
- Nalihawan
- Pamandayan (Botbot)
- Pasu-Jungao
- Piape I
- Piape II
- Piape III
- Pili 1, 2, 3
- Poblacion 1
- Poblacion 2
- Poblacion 3
- Poblacion 4
- Poblacion 5
- Pu-ao
- Suloc
- Villavert-Jimenez

## Histoire
Hamtic, Hantic ou Hantík est le nom de l'un des trois sakups (districts) de l'île de Panay avant l'arrivée des colons espagnols ; ce nom local désigne les grandes fourmis noires que l'on trouve sur l'île. Le nom de la province a évolué en "Antique".
La municipalité de Hamtic est créée en 1954.
| 1960  | 1970  | 1975  | 1980  | 1990  | 1995  | 2000  | 2007  | 2010  | 2015  | 2020  |
| ----- | ----- | ----- | ----- | ----- | ----- | ----- | ----- | ----- | ----- | ----- |
| 18534 | 22987 | 24967 | 28526 | 34394 | 36167 | 38230 | 42375 | 45983 | 48592 | 52685 |

## Liens
- (en) « Site officiel de Hamtic », sur http://www.antique.gov.ph (version du 19 août 2012 sur Internet Archive).